# Большой сосновый лубоед
Большой сосновый лубоед, или большой лесной садовник (лат. Tomicus piniperda) — вид жук семейства долгоносики и подсемейства короедов.

## Описание
Блестяще-черного цвета с мелкими серыми волосками и светло-бурыми усиками и лапками; длина его около 4 мм.
Откладывает яйца на старых, больных или срубленных соснах и очень редко на елях; личинки проделывают длинные ходы в толще коры, а маточный ход (образованный самим жуком) находится в лубе. Июньское поколение жуков нападает на молодые вершинные побеги сосен и выедает сердцевину их, вследствие чего эти побеги, после того как жуки их оставили, часто обламываются ветром и придают соснам такой вид, как будто они были острижены; от этого произошло самое название жука.
При частом нападении жука, повторяющемся несколько лет подряд, сосны засыхают. Для уничтожения жуков, водящихся во многих местностях России и Германии, выкладывают ловчие деревья или устраивают приманочные деревья, обрубая вершины у некоторых сосен, причем лубоед нападает особенно охотно на гибкие деревья, которые затем уничтожаются.
Tomicus piniperda называется также большим сосновым лубоедом в отличие от близкого к нему вида Tomicus minor, называемого малым сосновым лубоедом (длиной 3,5—4 мм), который ведет образ жизни, сходный с предыдущим видом.